# Індійський цивільний календар
Цивільний календар був розроблений в Індії в 1950-1955 роках XX століття, а прийнятий був з 22 березня 1957 року. Іноді його називають календар Сака, Бхаратський календар він також використовується на о. Ява і Балі серед індонезійських індуїстів.

## Історія та передумови створення
Сучасне населення Індії характеризується великою кількістю племен та народів, які розмовляють більше як 200 мовами. В минулому кожне плем'я розробляло свій власний календар. Тому, ще донедавна для визначення свят використовували близько 35 різних календарів, переважно сонячно-місячних.
Заплутаність календарних систем виявилася такою значною, що уряд Індії вимушений був провести реформу і ввести Єдиний національний календар. З цією метою в листопаді 1952 під керівництвом, найвизначнішого в цій області вченого, професора Мегхнада Сахи був створений спеціальний комітет з реформи календаря. У посланні цьому комітету прем'єр-міністр Джавахарлал Неру писав: «Завжди важко змінити календар, до якого люди звикли. Проте потрібно зробити спробу змінити його, хоча ці зміни в наш час не можуть бути достатньо повними настільки, наскільки це бажано. В усякому разі, слід ліквідовувати ту плутанину, яка існує в календарях Індії».

## Принципи формування
1. В основу нового календаря покладена ера Сака, що широко застосовувалася протягом двох тисячоліть в багатьох календарних системах Індії. 1892 рік ери Сака відповідає часу з 22 березня 1970 р. по 21 березня 1971 р. нашого календаря.
2. Тривалість року рівна довжині тропічного року, тобто 365 добам 5 годинам 48 хвилинам 46 секундам.
3. Цивільний календарний рік у звичайному році містить 365 днів, а у високосному— 366.
4. Починається рік з дня, наступного за днем весняного рівнодення, що відповідає першому числу місяця Чайтра. У високосному році він збігається з 21 березня, а в простому — з 22 березня.
5. Рік складається з 12 місяців. У ньому у високосні роки перші шість місяців мають по 31 дню, а останні — по 30. У простому році перший місяць складається з 30 днів.
6. Для визначення високосного року застосовується наступне правило: до року ери Сака треба додати число 78, і якщо отримана сума ділиться на 4 без залишку, то рік— високосний. Так, рік 1890 ери Сака, відповідний 1968—1969 рр., і. він задовольняє дане правило, оскільки сума 1890 + 78 = 1968 ділиться без залишку на 4. Кожен наступний четвертий рік, тобто 1894, 1898, 1902 і т. д., також буде високосним. Проте якщо після збільшення до року ери Сака числа 78 сума виявиться кратною 100, то цей рік буде високосним тільки в тому випадку, якщо сума ділиться без залишку на 400. Подібне правило застосовується в григоріанському календарі для вікових років.

За рішенням уряду Індії Єдиний національний індійський календар був прийнятий з 22 березня 1957 для цивільних і громадських цілей. Для виконання релігійних обрядів не заборонялося користуватися місцевими календарями.
Введення Єдиного національного календаря було важливою подією в культурному житті індійського народу. Однак проведена реформа розглядалася як проміжний захід, необхідний для впорядкування календарного питання в наш час і для переходу надалі до більш загального календаря, зручного для застосування в масштабах всієї земної кулі.

## Відповідність григоріанському календарю
| № місяця | Назва місяця          | Дні місяця | Відповідні дати григоріанського календаря |
| 1        | Чайтра                | 1—30       | 22 березня — 20 квітня                    |
| 2        | Ваїсакха              | 1—31       | 21 квітня — 21 травня                     |
| 3        | Джйештха              | 1—31       | 22 травня — 21 червня                     |
| 4        | Ашадха                | 1—31       | 22 червня — 22 липня                      |
| 5        | Сравана               | 1—31       | 23 липня — 22 серпня                      |
| 6        | Бхадрапада            | 1—31       | 23 серпня — 22 вересня                    |
| 7        | Асваюджа(Ашвін)       | 1—30       | 23 вересня — 22 жовтня                    |
| 8        | Картіка               | 1—30       | 23 жовтня — 21 листопада                  |
| 9        | Маргасіра(Аграхайана) | 1—30       | 22 листопада — 21 грудня                  |
| 10       | Пушйа(Пауза)          | 1—30       | 22 грудня — 20 січня                      |
| 11       | Магха                 | 1—30       | 21 січня — 19 лютого                      |
| 12       | Пхалгуна              | 1—30       | 20 лютого — 20 березня                    |